# Grönesjön
Grönesjön är en sjö i Hylte kommun i Halland och ingår i Nissans huvudavrinningsområde. Sjön har en area på 0,0595 kvadratkilometer och ligger 136,6 meter över havet.

## Delavrinningsområde
Grönesjön ingår i det delavrinningsområde (631192-133258) som SMHI kallar för Nedlagd mätstation. Medelhöjden är 115 meter över havet och ytan är 23,16 kvadratkilometer. Räknas de 200 avrinningsområdena uppströms in blir den ackumulerade arean 2 416,17 kvadratkilometer. Avrinningsområdets utflöde Nissan mynnar i havet. Avrinningsområdet består mestadels av skog (73 procent) och jordbruk (10 procent). Avrinningsområdet har 0,06 kvadratkilometer vattenytor vilket ger det en sjöprocent på 0,3 procent.